# Вільям Гемслі
Вільям Гемслі (англ. William Hemsley; 1843–1924) — британський ботанік, працював у Королівських ботанічних садах в К'ю.

## Біографія
Гемслі народився в сім'ї, тісно пов'язаній із садівництвом, його знайомство з рослинами почалося в ранньому віці. Він отримав домашню освіту, батько готував його до роботи садівника.
Разом із ілюстратором Матильдою Сміт Гемслі працював над двотомним виданням «Illustrations of the New Zealand flora» Томаса Чізмена.
Взяв участь у підготовці окремих частин багатотомної праці Даніеля Олівера «Flora of Tropical Africa».
У 1889 році він був обраний дійсним членом Лондонського королівського товариства, з 1896 року член Лондонського Ліннєївського товариства.
Гемслі отримав почесний ступінь доктора у 1913 році.
За час наукової діяльності ним було описано близько 50 родів рослин та кілька тисяч видів.

## Почесті
Його ім'ям були названі кілька родів рослин і багато видів, назва роду Hemsleya Cogn. родини Гарбузові (Cucurbitaceae) закріплено в сучасній ботанічній номенклатурі.
У 1909 році нагороджений медаллю Вікторії Королівського садівничого товариства.

## Публікації
- Handbook of hardy trees, shrubs, and herbaceous plants, 1873 (у співавторстві із Жозефом Декеном
- Diagnoses Plantarum Novarum Vel Minus Cognitarum Mexicanarum Et Centrali-Americanarum, 1878
- Report on the botany of the Bermudas and various other islands of the Atlantic and Southern oceans, 1880
- The Gallery of Marianne North's Paintings of Plants and Their Homes, Royal Gardens, Kew…, 1882
- The gallery of Marianne North's paintings of plants and their homes, Royal Gardens, Kew. Descriptive catalogue, 1886
- Biologia Centrali-americana, 1879–1888 (за редакцією Фредеріка дю Кейна Годмана та Осберта Селвіна)
  - Vol.1, Vol.2, Vol.3, Vol.4, Vol.5.
- Enumeration of all Plants known from China, 1886 & 1895 (у співавторстві із англ. Francis Blackwell Forbes[en])
- Illustrations of the New Zealand flora Vol.1, 1914 (у співавторстві)
- Illustrations of the New Zealand flora Vol.2, 1914 (у співавторстві)